# Agrostis glaucina
Agrostis glaucina é uma espécie de gramínea do gênero Agrostis, pertencente à família Poaceae.